# Електрологія

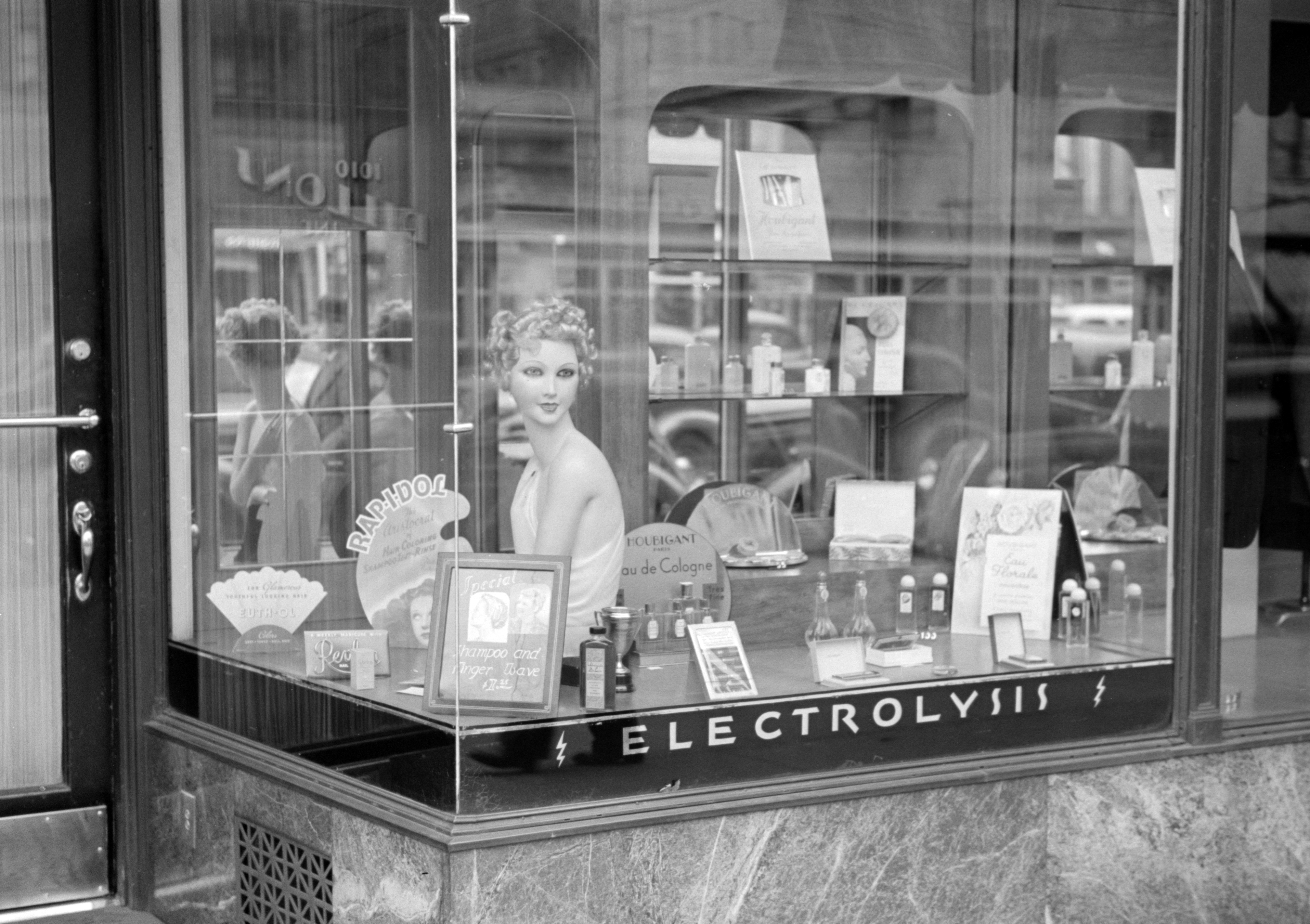
Магазин краси, який рекламує епіляцію електролізом, приблизно 1938 рік.

Електрологія — це практика електричної епіляції для остаточного видалення людського волосся з тіла. 
Електроліз — це фактичний процес видалення волосся за допомогою електрики.
Під час електролізу кваліфікований фахівець, якого називають електрологом, вводить тонкий, як волосок, твердий металевий зонд у кожен волосяний фолікул, не проколюючи шкіру (якщо вставлено належним чином). Електрика доставляється до фолікула через зонд, який спричиняє локалізоване пошкодження ділянок, де утворюються волоски, через утворення їдкого гідроксиду натрію (гальванічний метод), перегріву (термоліз) або обох (метод змішування).

## Методи
Усі три методи (гальванічний, термоліз і змішування) мають свої переваги, і один метод не кращий за інший. Успіх залежить від майстерності електролога, за типом видалення волосся, за станом шкіри та больовий поріг клієнта. При правильному виконанні всі три методи можуть повністю знищити клітини матриксу волосся та залишити фолікули нездатними до відновлення волосся.

### Гальванічний метод
Цей метод названий на честь Луїджі Гальвані та використовує тіло людини як електролізер. Гальванічний електроліз вперше був описаний у медичній літературі в 1875 році офтальмологом Шарлем Мішелем як метод видалення врослих вій. Гальванічний пристрій для видалення волосся — це, по суті, джерело живлення з позитивним заземленням, яке подає струм 0–3 міліампер через тіло. Фолікулярний зонд є катодом електролізера. Гідроксид натрію, що утворюється на катоді в процесі хімічного електролізу, вбиває клітини волосяної матриці. Сучасні гальванічні епілятори автоматично регулюють напругу для підтримки постійного струму.

### Термоліз
Інший метод відомий як термоліз, який також називають радіочастотним (РЧ), короткохвильовим або діатермічним. Термоліз був розроблений у 1920-х роках і вперше описаний у медичній літературі Анрі Бордьє. Термолітичний засіб для видалення волосся — це, по суті, радіопередавач із вихідною потужністю приблизно 0–8 Вт на частоті 13,56 MHz. Радіочастотна енергія виходить від кінчика зонда до тканини в межах приблизно міліметра. Термоліз працює, нагріваючи клітини волосяної матриці приблизно до 48-50 °C, викликаючи електрокоагуляцію.

### Метод змішування
Гальванічний метод і термоліз часто поєднуються в метод змішування, розроблений Артуром Хінкелем у 1948 році, який використовує як ВЧ, так і постійний струм, поєднуючи багато переваг обох методів.

## Техніка
Практикуючий лікар вибирає металевий зонд, який легко входить у волосяний фолікул, зазвичай такого ж діаметру, як стрижень волосся, або менше. Зонд зазвичай становить від 50 до 150 мкм (від 0,002 до 0,006 дюймів) для всіх трьох модальностей. Необхідно обережно вводити зонд під тим самим кутом, коли волосся росте зі шкіри. Зонд вводиться на глибину матриці волосся, місця, де утворюється волосся. Потужність і тривалість електрики починаються з найнижчого значення, потім поступово збільшуються, доки волосся не вийде якомога легше. Якщо пацієнт відчуває значний дискомфорт, параметри можна знизити.

## Статус професії
У Сполучених Штатах електроліз регулюється в багатьох штатах, вимагає навчання та ліцензування.
Електроліз як професія зіткнувся з новою конкуренцією в 1990-х роках після того, як лазерна епіляція була розроблена та рекламована як швидший і простіший спосіб видалення волосся. Проте Управління з контролю за харчовими продуктами та ліками США (FDA) оголосило, що лазер може лише стверджувати, що він зменшує ріст волосся, а не видаляє його назавжди.

## Дивись також
- Видалення волосся
- Інтенсивне імпульсне світло